# Bentley Mulsanne
Bentley Mulsanne är en personbil, tillverkad av den brittiska biltillverkaren Bentley mellan 1980 och 1998.

## Bakgrund
Bentley hade under sextio- och sjuttiotalen reducerats till en  Rolls-Royce med annan kylargrill. Resultatet blev att kunderna hellre lade sina pengar på det exklusivare systermärket och Bentleys försäljning sjönk drastiskt. Inför introduktionen av Mulsanne hade ägaren Rolls-Royce beslutat att göra större åtskillnad mellan de två märkena. Genom att hänvisa bland annat till Bentleys racinghistoria skulle fler kunder lockas tillbaka till märket. Namnet Mulsanne kommer från den berömda raksträckan på Le Mans, tävlingsbanan där Bentley vunnit fem segrar mellan 1924 och 1930.

## Mulsanne
1980 presenterades Mulsanne. Den byggde vidare på företrädaren T-type och hade samma V8-motor på 200 hk. Detta var inte modellen som skulle bygga Bentleys nya identitet. Precis som företrädaren var den identisk med motsvarande Rolls-modell. 
1987 kom den uppdaterade Mulsanne S, med modifieringar av hjulupphängning och interiör. Bilen ersattes 1992 av Brooklands.

## Mulsanne Turbo
1982 togs det första steget i återuppväckandet av märket i form av Mulsanne Turbo, en ny Blower Bentley. Genom att förse motorn med ett turboaggregat ökade motoreffekten till 310 hk, vilket gav den tunga lyxbilen en rejäl prestandahöjning.

## Eight

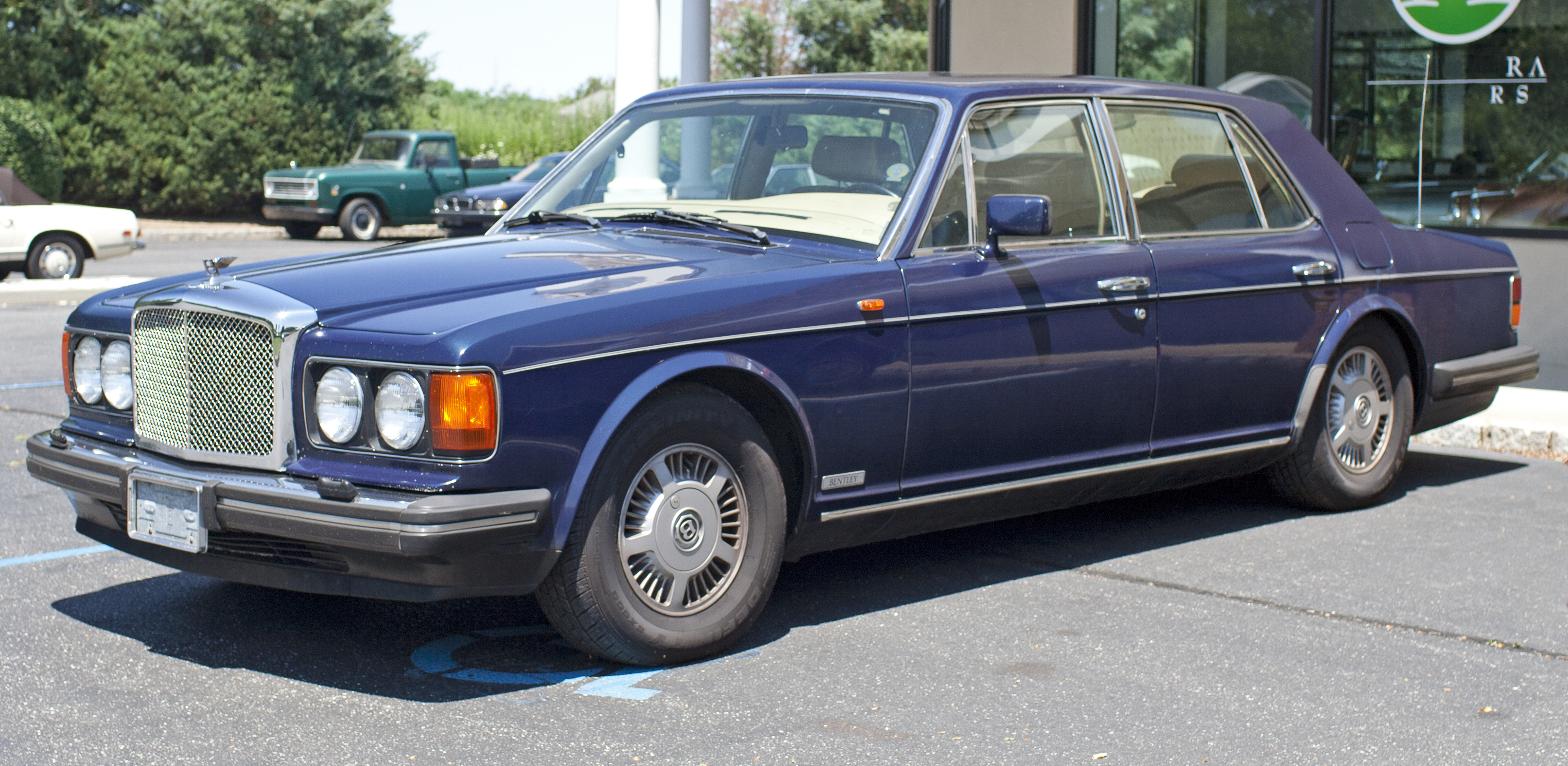
Eight

1984 introducerades instegsmodellen Eight. Genom att hålla igen lite på lyxutrustningen kunde priset hållas lite lägre än för Mulsanne.

## Turbo R

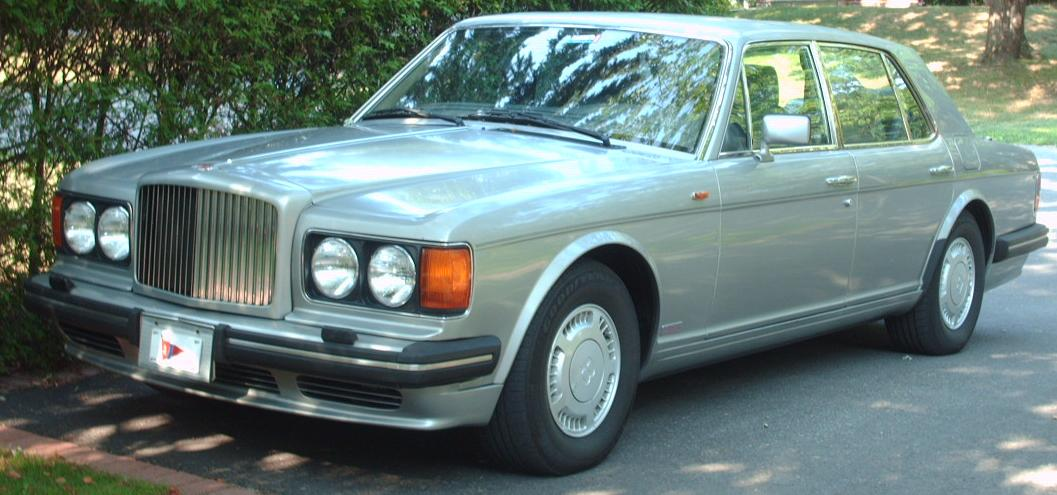
Turbo R

Turbo-modellen tappade namnet Mulsanne 1985 och kallades därefter Turbo R. Motorn uppdaterades med bland annat bränsleinsprutning och effekten ökade till 330 hk. För att skilja den från sina långsammare syskon hade den kraftigare hjulupphängningar och lättmetallfälgar.
1995 övertog bilen motorn på 385 hk från Turbo S. Sista utvecklingen presenterades 1997. Turbo RT hade fått motoreffekten uppskruvad till 400 hk.

## Brooklands
1992 ersattes modellerna Eight och Mulsanne av den nya Brooklands, uppkallad efter den anrika brittiska tävlingsbanan. Motorn hade modifierats med nytt insug och nya cylinderhuvuden och effekten steg till 240 hk.
Till 1997 fick bilen en lättrycksturbo på 310 hk och bytte namn till Brooklands R.

## Turbo S
Mellan 1994 och 1995 tillverkades prestandamodellen Turbo S. Motorn hade fått laddluftkylare och effekten ökade till 385 hk.

## Tillverkning
| Modell         | Årsmodell | Antal |
| -------------- | --------- | ----- |
| Mulsanne       | 1980-87   | 533   |
| Mulsanne Turbo | 1982-84   | 516   |
| Eight          | 1984-92   | 1 736 |
| Turbo R        | 1985-97   | 7 230 |
| Mulsanne S     | 1988-92   | 970   |
| Brooklands     | 1993-97   | 1 380 |
| Turbo S        | 1994-95   | 60    |
| Brooklands R   | 1997-98   | 339   |
| Turbo RT       | 1997-98   | 50    |